# Poche (kläder)

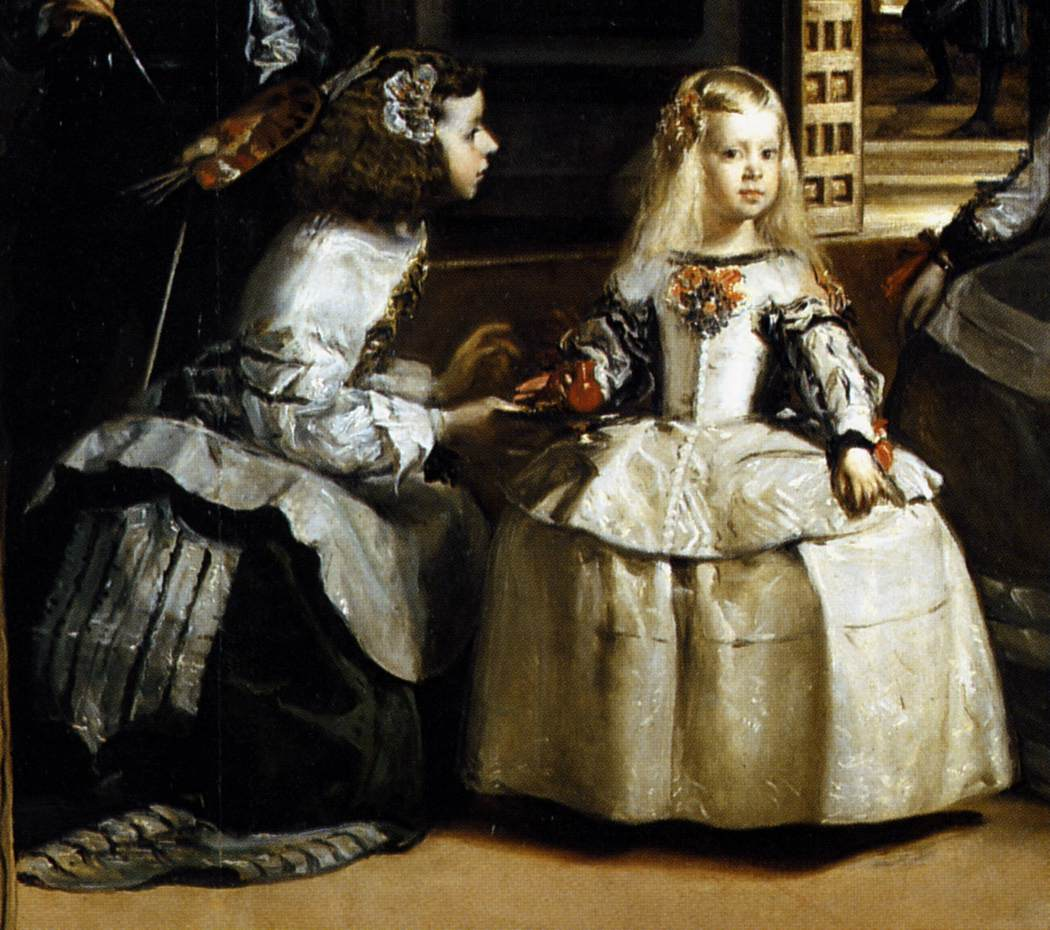
Diego Velázquez – Las Meninas (detalj).

Poche, ofta i plural: pocher (av franskans poche, "ficka"), var ett inslag i dammodet under 1600- och framförallt 1700-talet. Kjolen försågs med fickor som kunde hållas utspända med till exempel fiskben, rotting eller kuddar. Syftet var att markera kvinnans höftparti, i kontrast till det mycket snäva klänningslivet. Många gånger kunde kvinnan bara passera en dörröppning sidledes, för att kjolen var så bred. Exempel på klädstilen finns i flera av Diego Velázquez målningar av spanska kungahuset.
Sannolikt har detta klädmode givit upphov till att ordet poche även används inom arkitekturhistorien (se poche), där det betecknar låga flygelbyggnader direkt sammanbyggda med ett högre mittparti.